# Leonel Ateba
Christian Leonel Ateba Mbida (Douala, 6 febbraio 1999) è un calciatore camerunese, attaccante del Simba e della nazionale camerunese.

## Carriera

### Club
Ateba ha iniziato a giocare con il Cotonsport Garoua Per poi passare al PWD Bamenda nel 2022. Il 6 settembre 2023 è stato acquistato dalla Dynamo Douala, con cui ha firmato un contratto di due anni.

### Nazionale
Ha debuttato con la nazionale camerunese il 21 novembre 2023 nei minuti finali dell'incontro di qualificazione per il campionato mondiale 2026 pareggiato 1-1 contro la Libia. È stato incluso nella lista dei convocati per la Coppa d'Africa 2023.

## Statistiche

### Cronologia presenze e reti in nazionale
| Cronologia completa delle presenze e delle reti in nazionale ― Camerun | Cronologia completa delle presenze e delle reti in nazionale ― Camerun | Cronologia completa delle presenze e delle reti in nazionale ― Camerun | Cronologia completa delle presenze e delle reti in nazionale ― Camerun | Cronologia completa delle presenze e delle reti in nazionale ― Camerun | Cronologia completa delle presenze e delle reti in nazionale ― Camerun | Cronologia completa delle presenze e delle reti in nazionale ― Camerun | Cronologia completa delle presenze e delle reti in nazionale ― Camerun |
| Data                                                                   | Città                                                                  | In casa                                                                | Risultato                                                              | Ospiti                                                                 | Competizione                                                           | Reti                                                                   | Note                                                                   |
| ---------------------------------------------------------------------- | ---------------------------------------------------------------------- | ---------------------------------------------------------------------- | ---------------------------------------------------------------------- | ---------------------------------------------------------------------- | ---------------------------------------------------------------------- | ---------------------------------------------------------------------- | ---------------------------------------------------------------------- |
| 21-11-2023                                                             | Bengasi                                                                | Libia                                                                  | 1 – 1                                                                  | Camerun                                                                | Qual. Mondiali 2026                                                    | -                                                                      | 90’                                                                    |
| Totale                                                                 |                                                                        | Presenze                                                               | 1                                                                      |                                                                        | Reti                                                                   | 0                                                                      |                                                                        |